# 台灣園鰻
台灣園鰻（學名：Gorgasia taiwanensis），俗名花園鰻，為輻鰭魚綱鰻鱺目糯鰻科的其中一個種。

## 分布
本魚分布於西北太平洋區，包括日本南部和台灣海域。

## 深度
水深14至22公尺。

## 特徵
本魚體極度延長呈管狀，口小，胸鰭短。魚體呈灰白色，從頭至尾具有許多青銅色或黃色斑點，身體末端具有黑色的邊緣。側線孔37至44個。背鰭鰭條458至469條、臀鰭棘條267至295條。體長可達74.1公分。

## 生態
本魚性情害羞膽小，躲於偶有強烈水流的礁沙混合區的沙地中，只露出身體身體前半部於水層中，頂著潮流的方向，攫取水流帶來的生物，遇大型生物經過時則全身沒入沙中躲藏。

## 經濟利用
非食用魚，但可作為觀賞魚之用。

## 延伸閱讀
- 台灣魚類資料庫（页面存档备份，存于）
- Froese, R. & Pauly, D. (eds.) (2011). Gorgasia taiwanensis. FishBase. Version 2011-12.
- . 貓頭鷹出版社. 1996年6月.